# Christopher Dean
Christopher Colin Dean (nacido el 27 de julio de 1958 en Nottingham, Gran Bretaña) es un patinador británico, campeón olímpico de
danza sobre hielo en 1984, medallista en 1994 y varias veces campeón del mundo, de Europa y del Reino Unido junto con su pareja deportiva Jayne Torvill. Su programa «Bolero de Ravel», con el que obtuvieron la medalla de oro en los
Juegos olímpicos de Sarajevo (1984), es considerado una de las mejores actuaciones de la historia del patinaje artístico.

## Carrera amateur
Empezó a patinar a los diez años y en su adolescencia se inició en la disciplina de danza sobre hielo y ganó el campeonato júnior del Reino Unido con Sandra Elson en 1974. En 1975, comenzó a patinar con Jayne Torvill,  con quien consiguió su primer título nacional en la categoría sénior en 1978.
En el Campeonato Mundial de 1978, Torvill y Dean conocieron a Betty Calloway, que reemplazó a Janet Sayers como la entrenadora de la pareja. Bajo la dirección de Calloway, y con Dean como coreógrafo, pasaron de la undécima posición en su primer campeonato mundial a la octava en 1979 y la cuarta en 1980, año en el que también participaron en los Juegos Olímpicos de Lake Placid, donde alcanzaron el quinto puesto. En 1981, ganaron tanto el Campeonato Europeo y el Mundial y en 1982 defendieron con éxito ambos títulos.
En 1983 no pudieron participar en el Campeonato Europeo a causa de una lesión, pero ganaron de nuevo el Campeonato Mundial. En 1984 fueron de nuevo campeones de Europa y consiguieron el título olímpico en los Juegos de Sarajevo con una coreografía de Bolero de Maurice Ravel que recibió por parte de todos los jueces una nota de presentación de 6,0, la máxima puntuación en el sistema vigente en aquel entonces.
Después de ganar también el Campeonato Mundial de 1984, empezaron una carrera como patinadores profesionales, aunque volvieron a la competición amateur en 1994, para tomar parte en los Juegos Olímpicos de Lillehammer, donde consiguieron la medalla de bronce. Tras estos Juegos, retomaron su carrera profesional.

## Carrera profesional
Tras la victoria en Sarajevo, Torvill y Dean iniciaron una lucratica carrera profesional, realizando giras mundiales con su propia compañía de patinaje artístico y participando en campeonatos profesionales. En 1986 filmaron un documental de televisión, Fire and Ice —'Fuego y hielo'— y en 1987 actuaron con la compañía estadounidense de espectáculos de patinaje sobre hielo Ice Capades. En este mismo año, Dean comenzó a trabajar como entrenador y coreógrafo de los hermanos francocanadienses Isabelle y Paul Duchesnay y compuso las danzas con el que ganaron el Campeonato del Mundo de 1991 y la medalla de plata en los Juegos Olímpicos de Albertville en 1992. Posteriormente, continuó trabajando como coreógrafo para otros patinadores de éite y para el Ballet Nacional Inglés, y participó en diversos cursos y seminarios de patinaje como instructor.
En 1993 Torvill y Dean interrumpieron sus actividades profesionales para poder competir en los Juegos Olímpicos de Lillehammer de 1994, pero abandonaron la competición amateur de manera definitiva al final de la temporada. En 1998 Christopher Dean dejó de patinar en giras y espectáculos profesionales, aunque continuó colaborando con Jayne Torvill en varios proyectos relacionados con el deporte, como el programa de televisión Dancing on Ice —'Bailando sobre hielo'— y en la preparación y coreografía de programas para los patinadores de danza sobre hielo franceses Marina Anissina y Gwendal Peizerat y los lituanos Margarita Drobiazko y Povilas Vanagas. Tras abandonar el patinaje profesional, Torvill y Dean han vuelto a patinar juntos en Dancing on Ice y en galas especiales.

## Vida extradeportiva
Christopher Dean trabajó como agente de policía en Nottingham desde los dieciséis años hasta 1980, cuando él y Torvill consiguieron recibir apoyo financiero de la ciudad de Nottingham para dedicarse al entrenamiento y la competición deportiva a tiempo completo.
En 1991, se casó con Isabelle Duschesnay, pero se divorciaron en 1993. En 1994, se volvió a casar con la patinadora estadounidense Jill Trenary, con la que tiene dos hijos, Sam y Jack.
Desde 2006, aparece junto con Jayne Torvill en el programa de televisión australiano Dancing on Ice, donde entrenan a diez famosos que, al final de la temporada ejecutan una versión de la danza sobre hielo «Bolero».

## Reconocimientos y honores
En 1981, la reina Isabel II nombró a Jayen Torvill y Christopher Dean miembros de la Orden del Imperio Británico (MBE) tras sus sendas victorias en los campeonatos europeo y mundial de danza sobre hielo. En 2000, Carlos de Gales les concedió la distinción adicional de oficiales de la Orden del Imperio Británico (OBE). En 1989, entraron a formar parte del Salón Mundial de la Fama de Patinaje.